# Khalid I bin Sultan al-Qasimi
Khalid I bin Sultan al-Qasimi (... – 14 aprile 1868), è stato emiro di Sharja dal 1866 al 1868 e di Ras al-Khaima dal 1867 al 1868. Il suo breve regno fu notevole per le modalità di ascesa al trono, che videro l'omicidio di un suo nipote, e della sua morte per mano dello sceicco di Abu Dhabi, Zayed bin Khalifa Al Nahyan, in un combattimento singolo nell'ambito di uno scontro tra i loro eserciti.

## Regno
Alla morte di Abd Allah bin Sultan al-Qasimi, avvenuta durante i combattimenti per Al Hamriya nel 1855, l'amministrazione di Sharja (sotto la guida del capo della tribù e della federazione degli al-Qasimi Sultan I bin Saqr al-Qasimi), cadde sotto il controllo di un wali, Mohammed bin Saqr al-Qasimi, un nipote di Sultan.
Khalid bin Sultan cominciò quindi a tramare contro Mohammed bin Saqr, che era suo nipote. A quel tempo, la salute di Sultan bin Saqr era in declino: aveva perso l'uso dell'udito e cominciava ad avere problemi di memoria. Di conseguenza non prendeva parte alle scelte di politica. Nel 1859, Khalid aveva raccolto un forte sostegno da parte delle famiglie della città e l'area fu efficacemente divisa tra due gruppi, uno sosteneva Mohammed e l'altro Khalid.
Khalid e Mohammed cavalcarono insieme nel deserto verso la fine del 1860 e lì Khalid sparò a Mohammed. In seguito gettò il suo corpo in un pozzo. Cercò quindi il riconoscimento della sua ascesa al trono da parte dei britannici. Il residente tuttavia si rifiutò di conversare "con uno recentemente e spaventosamente avvelenato".
Sultan bin Saqr morì nel 1866 e Khalid si autoproclamò sceicco Sharja, mentre Ibrahim bin Sultan al-Qasimi si proclamò sceicco di Ras al-Khaima. Tuttavia, nel maggio del 1867, Khalid guidò un attacco di successo contro Ras al-Khaima, espulse Ibrahim e si proclamò sovrano anche di quelle terre. La città di Ras al-Khaima e le sue dipendenze furono poi incorporate a Sharja.
Si verificarono numerosi scontri tra le forze fedeli a Sharja guidate da Khalid e quelle di Abu Dhabi sotto Zayed I bin Khalifa Al Nahyan. Nell'aprile del 1868, durante uno di questi conflitti armati, lo sceicco Zayed avanzò davanti alle sue truppe e sfidò Khalid bin Sultan in un combattimento singolo. Zayed ferì mortalmente Khalid. Morì il 14 di quel mese. Gli succedette Salim bin Sultan.